# UHC Hollabrunn
Der Union Handball- und Tischtennisclub Hollabrunn ist ein Handball-Club aus Hollabrunn.

## Geschichte
Der UHC Hollabrunn wurde 1946 als Sektion der Union Hollabrunn gegründet. Seit 2002 ist die Handballsektion als eigenständiger Verein existent. In der Saison 2004/05 stieg die erste Männermannschaft in die zweithöchste Spielklasse auf. Seit 2008 stellt der Verein auch weibliche Mannschaften in Bewerben. 2022/23 schaffte die erste Mannschaft im männlichen Bewerb den Sprung in die Handball Liga Austria. Für den Aufstieg wurde, im Playoff mit Romé Antonio Diogo Hebo, ein Spieler der bereits Erfahrung in der EHF European League gesammelt hatte, verpflichtet. 2023/24 belegte das Team den letzten Platz in der HLA Meisterliga Abstiegsrunde und stieg damit wieder ab. 2024/25 feierte die Herrenmannschaft erneut den Titel in der zweiten Liga und ist damit erneut 2025/26 in der ersten Liga spielberechtigt.

## Kader 2023/24
| Nr. | Name                | Nationalität | Position        | im Team seit | Letzter Verein                 |
| --- | ------------------- | ------------ | --------------- | ------------ | ------------------------------ |
| 23  | Michael Nebenführ   | Österreicher | Tor             | --           | --                             |
| 30  | Wolfgang Filzwieser | Österreicher | Tor             | 2023         | Handballclub Fivers Margareten |
| 74  | Mario Dubovecak     | Österreicher | Tor             | --           | --                             |
| 3   | Felix Irlacher      | Österreicher | Rechts Außen    | --           | --                             |
| 5   | Tobias Parzer       | Österreicher | Kreis           | --           | --                             |
| 8   | Moritz Schobert     | Österreicher | Rückraum Mitte  | 2023         | Krems-Langenlois               |
| 9   | Karlo Kigl          | Slowene      | Rechts Außen    | 2023         | RK Moslavina Kutina            |
| 17  | Benedikt Schopp     | Österreicher | Rückraum Mitte  | --           | --                             |
| 19  | Kristof Gal         | Ungar        | Rückraum Links  | --           | --                             |
| 20  | Jura Briatka        | Slovake      | Links Außen     | 2023         | HK Kupele Bojnice              |
| 22  | Goran Vuksa         | Kroate       | Kreis           | --           | --                             |
| 23  | Matej Galina        | Slowene      | Rückraum Rechts | 2023         | Al Jazira                      |
| 27  | David Schopp        | Österreicher | Rückraum Rechts | --           | --                             |
| 42  | Jakob Winkler       | Österreicher | Links Außen     | --           | --                             |
| 43  | Igor Vučković       | Österreicher | Rückraum Links  | 2023         | TV 08 Willstätt                |
| 44  | Oliver Nikic        | Österreicher | Rückraum Links  | --           | --                             |
| 55  | Tilen Grobelnik     | Slowene      | Rückraum Mitte  | 2023         | RK Velenje                     |
| 71  | Vlatko Mitkov       | Österreicher | Rückraum Rechts | 2020         | Bregenz Handball               |

| Zugänge 2025/26 - Samuel Fabry (UHK Krems) - Ante Simic (HSG Bergische Panther) - Rudolf Safranko (GRK Ohrid) - Florian Falthansl-Scheinecker (WAT Atzgersdorf) - Arianit Nimanaj (WAT Atzgersdorf) | Abgänge 2025/26 - Jonathan Provin (UHC Eggenburg) |

## Trainer (seit 2011)
- Vlatko Mitkov (2022–)[12]
- Ivica Belas (2018–2022)[13]
- Andreas Czech (2016–2018)[14]
- Raimund Auß (2016–2016)[15]
- Martin Krizan (2016–2016)[16]
- Duško Grbić (2011–2016)[17]